# Simboli nazionali dell'Albania
I simboli nazionali dell'Albania sono simboli utilizzati in Albania per rappresentare la Nazione e riflettono vari aspetti della sua cultura e storia. I simboli possono essere utilizzati anche in Kosovo, Macedonia del Nord, Montenegro, Grecia (Chameria), Serbia (Valle di Preševo) e dagli Arbëreshë in Italia.

## Simboli ufficiali
| Tipo               | Immagine | Simbolo |
| ------------------ | -------- | --- |
| Bandiera nazionale |          | Bandiera dell'Albania La bandiera dell'Albania (in albanese Flamuri i Shqipërisë) è una bandiera rossa con al centro un'aquila bicipite nera . È attestato che uno stendardo con un'aquila bicipite è stato utilizzato da diversi principati albanesi sin dall'alto medioevo come le famiglie Muzaka, Thopia, Kastrioti e Dukagjini . |
| Colori nazionali   |          | Rosso e nero Il rosso e il nero furono usati molto prima ma ufficialmente dalla Lega di Alessio (1444–1479). |
| Stemma             |          | Stemma dell'Albania Adottato dal Parlamento albanese nel 1992. |
| Inno nazionale     |          | |

## Simboli non ufficiali
| Tipo                    | Immagine   | Simbolo                           |
| ----------------------- | ---------- | --------------------------------- |
| Eroe nazionale          |            | Gjergj Kastrioti                  |
| Fiore nazionale         |            | Papavero Rosso                    |
| Albero nazionale        |            | Oliva                             |
| Santo Patrono           |            | Nostra Signora del Buon Consiglio |
| Strumento nazionale     |            | Çiftelia                          |
| Strumento nazionale     | Lahuta     |                                   |
| Abbigliamento nazionale |            | Qeleshe/Plis                      |
| Abbigliamento nazionale | Opinga     |                                   |
| Abbigliamento nazionale | Fustanella |                                   |